# Liste des parcs d'État de la Pennsylvanie

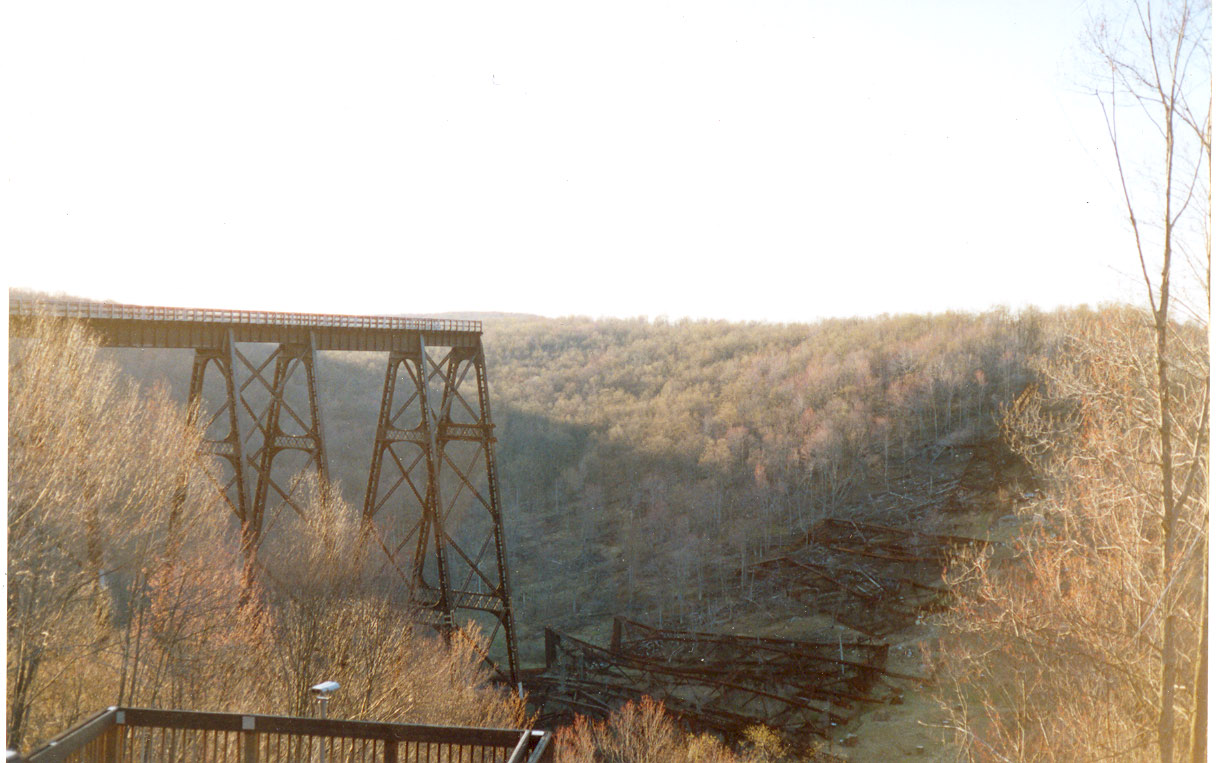
Kinzua Bridge

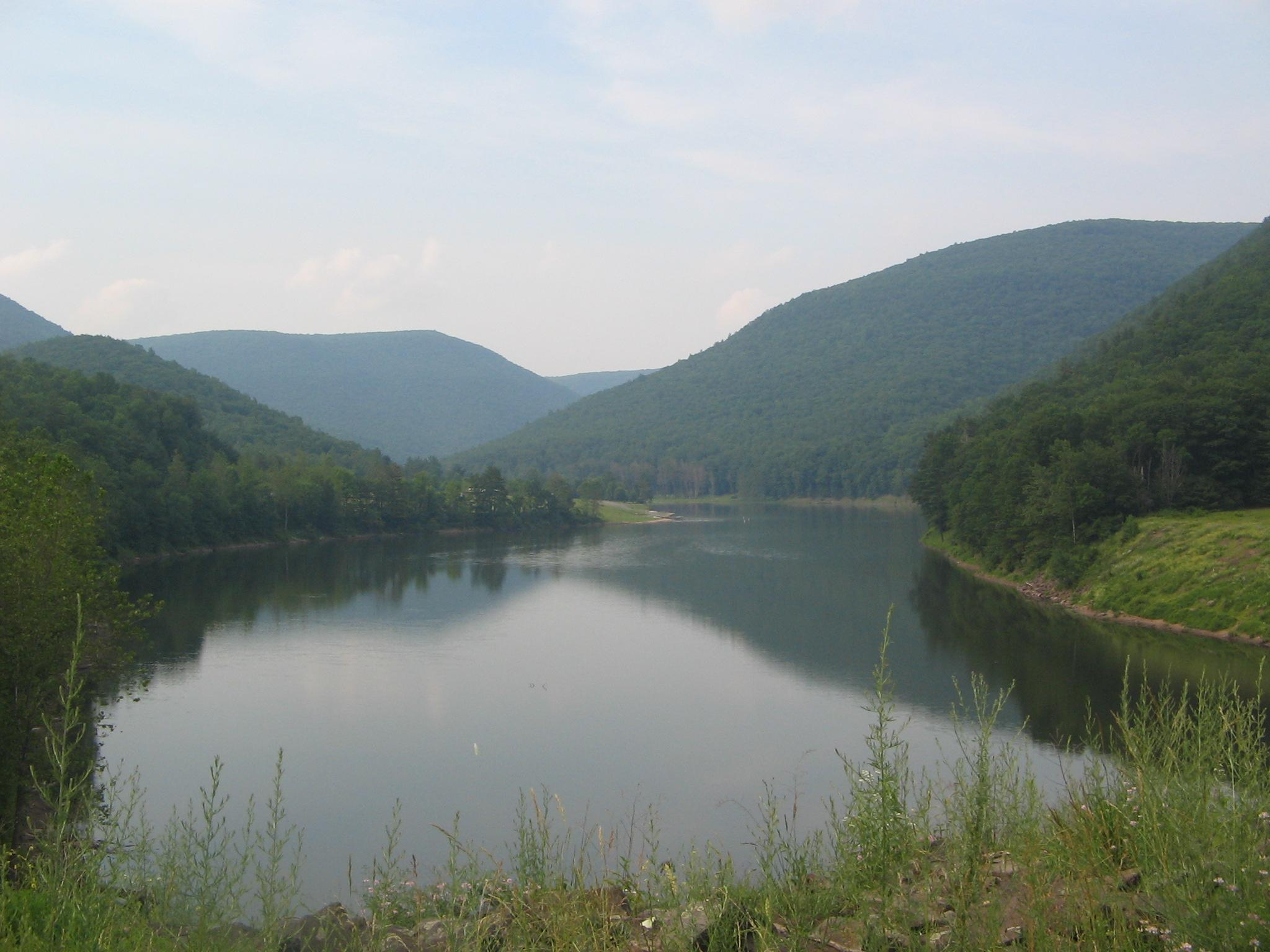
Little Pine

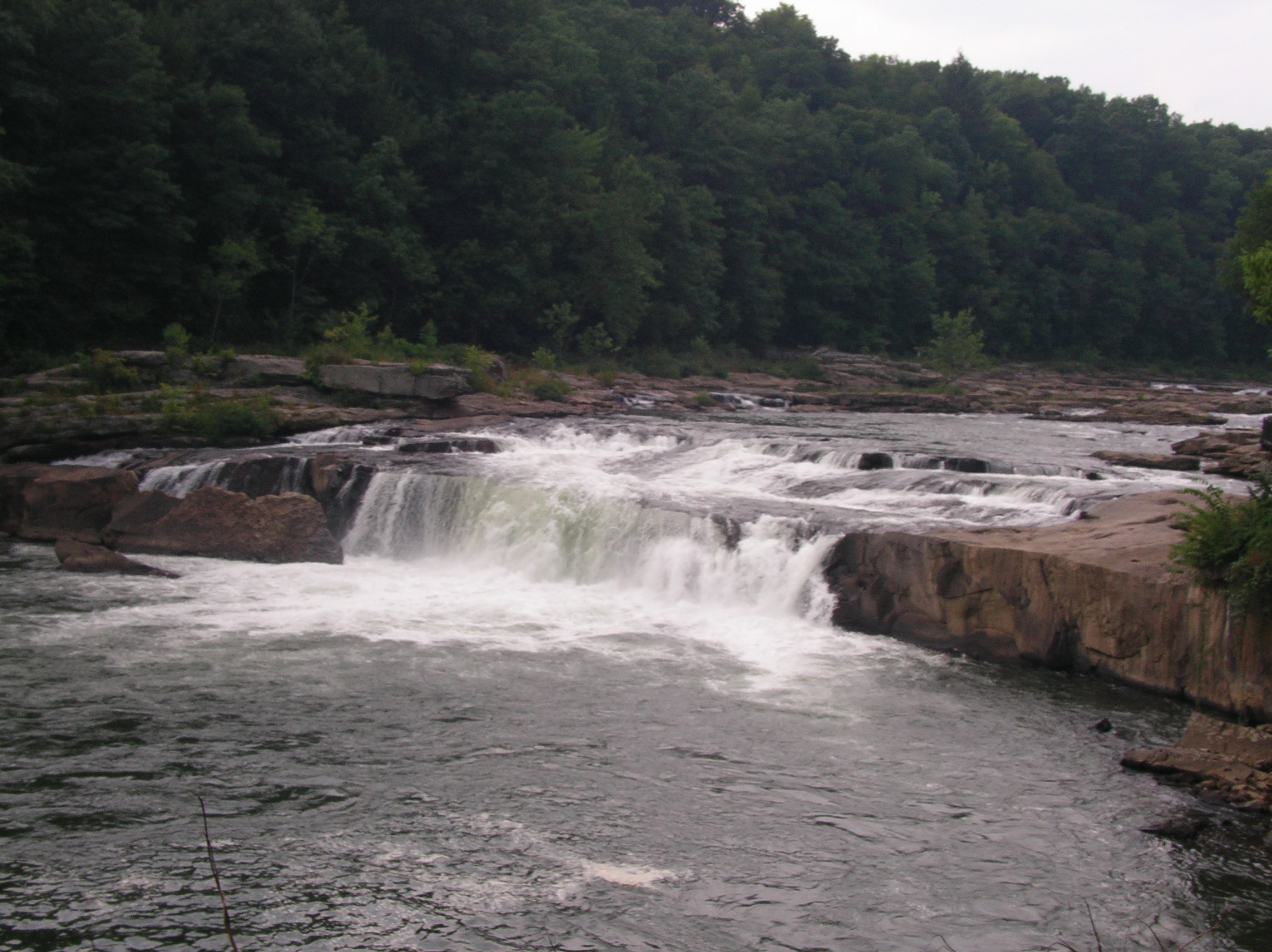
Ohiopyle

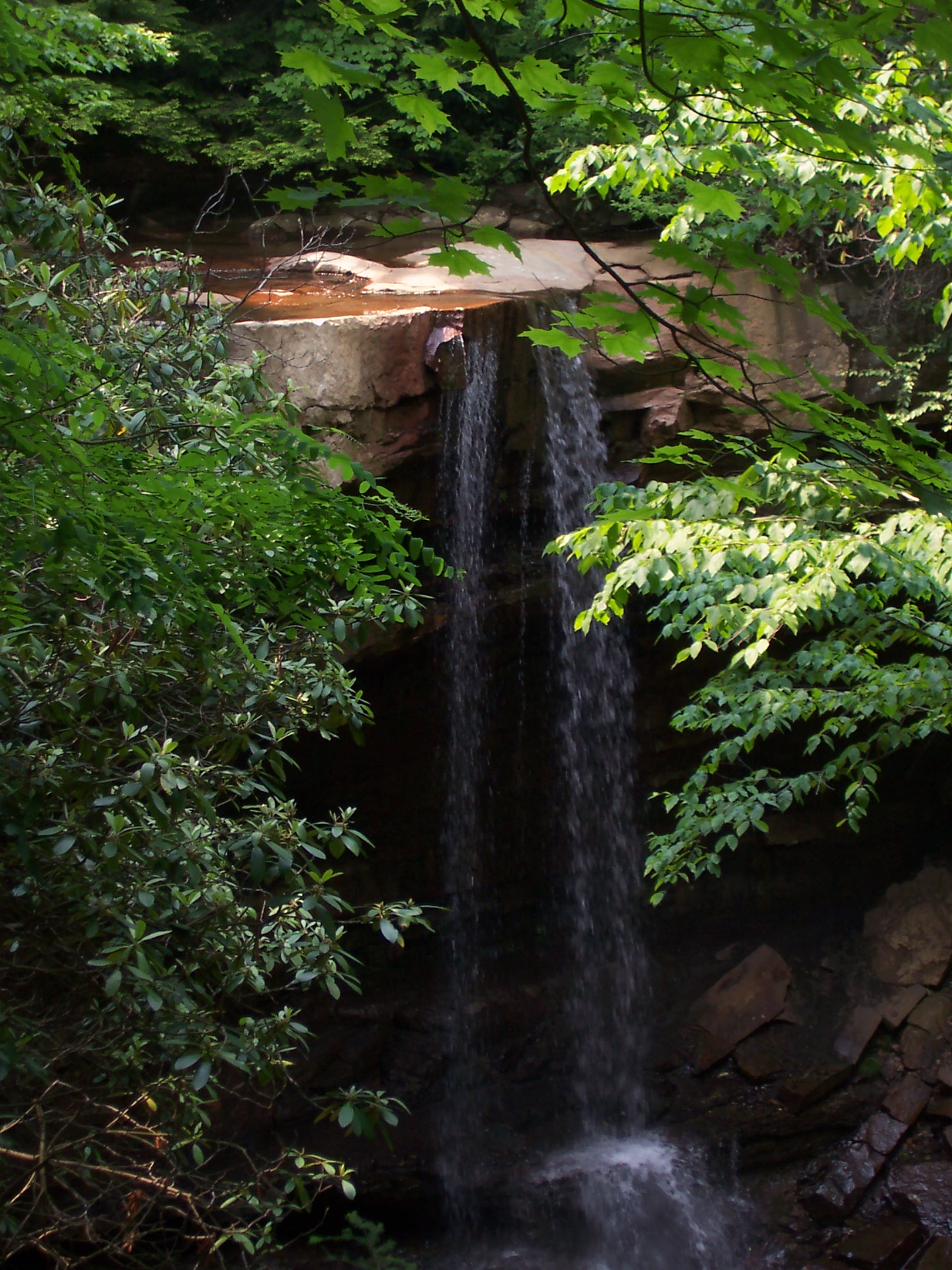
Ohiopyle

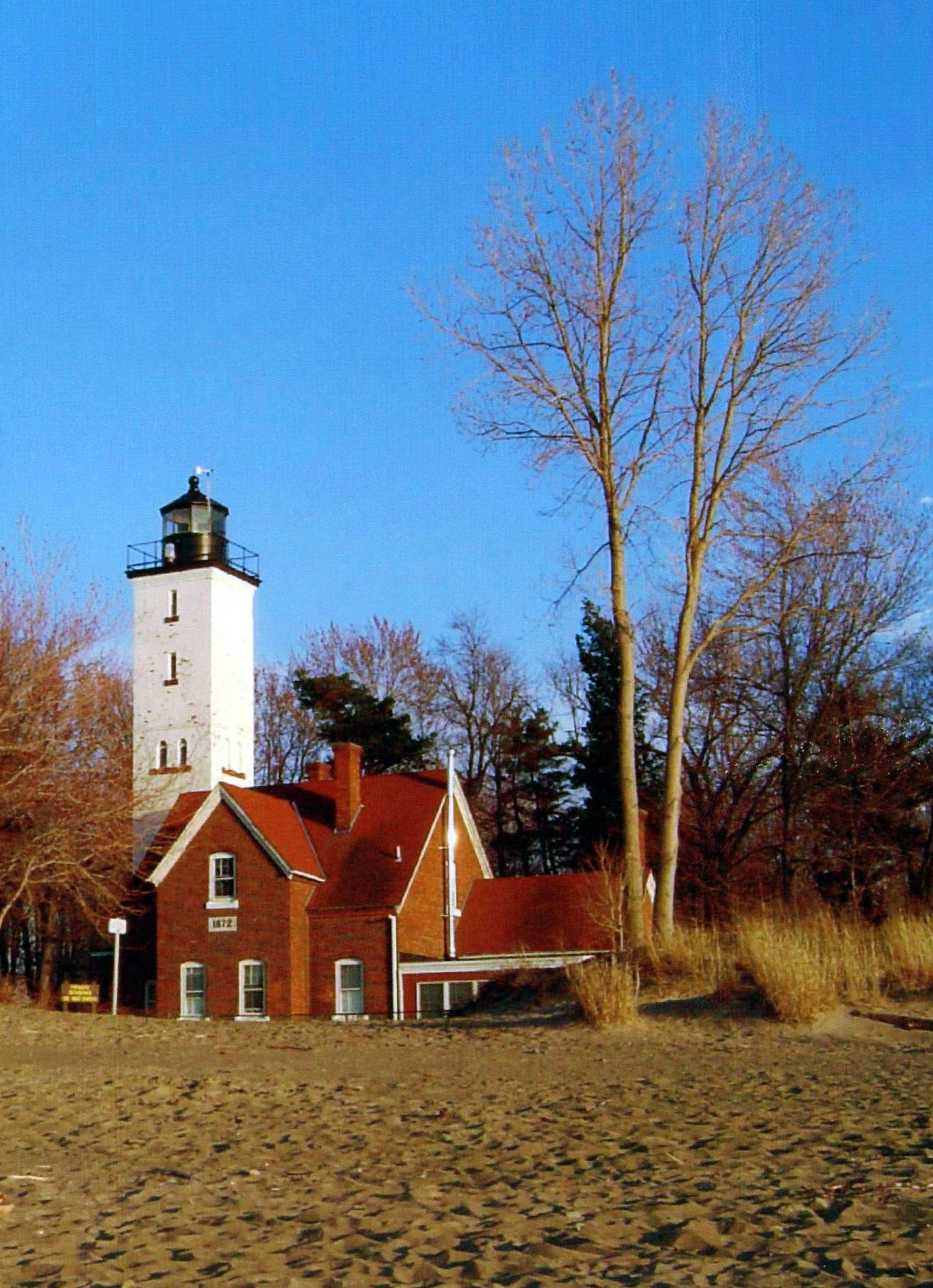
Presque Isle

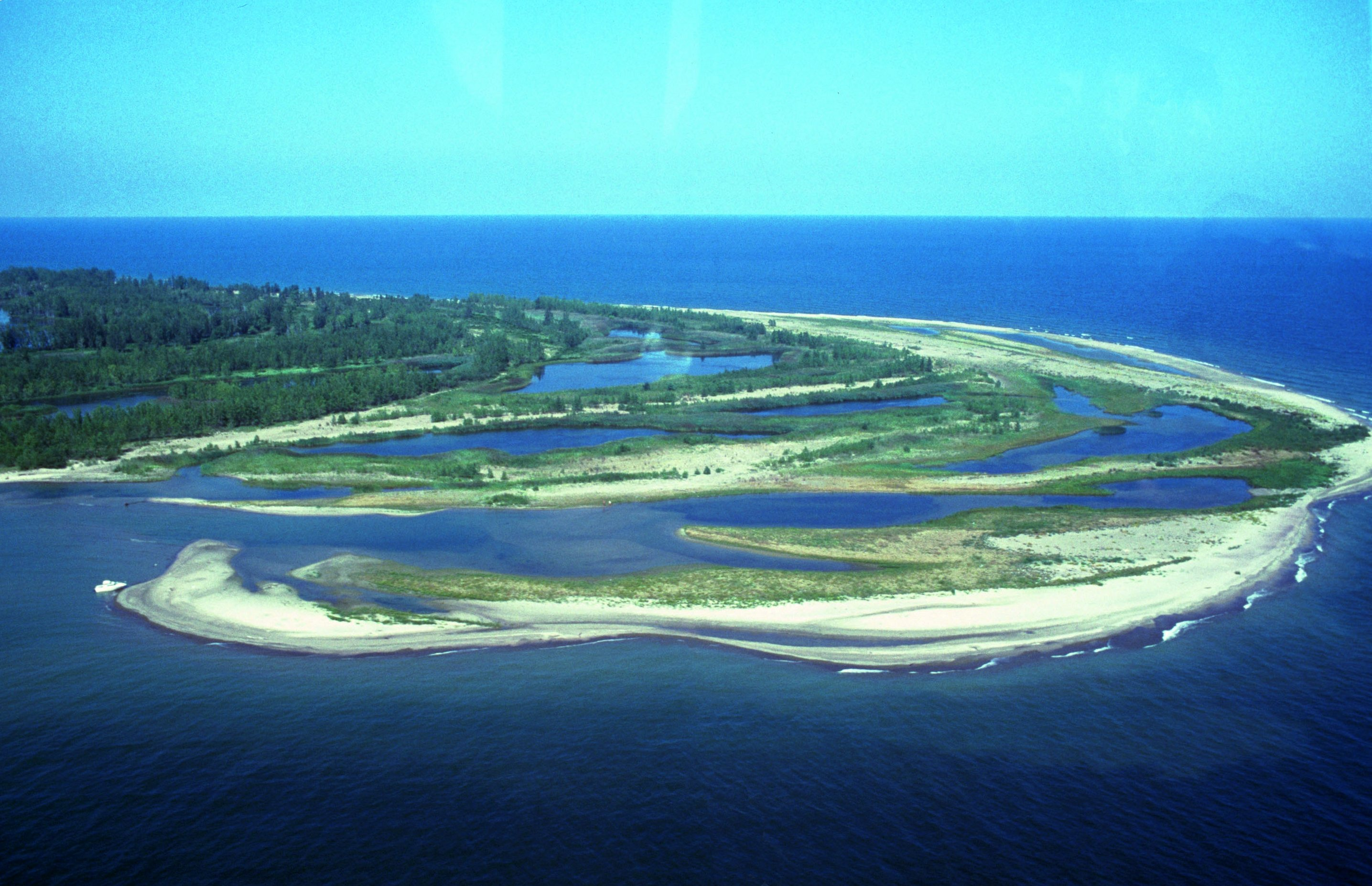
Presque Isle

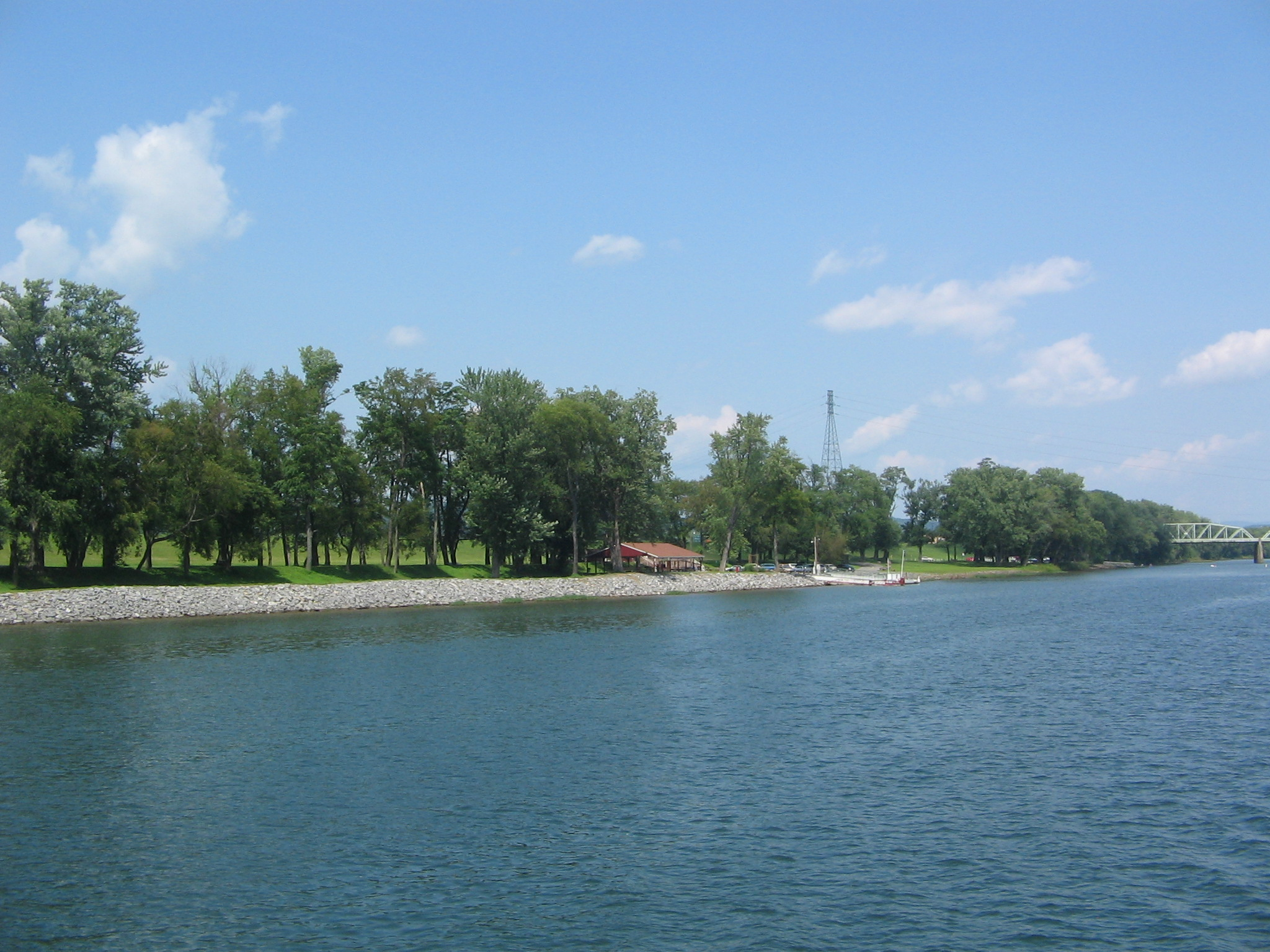
Susquehanna

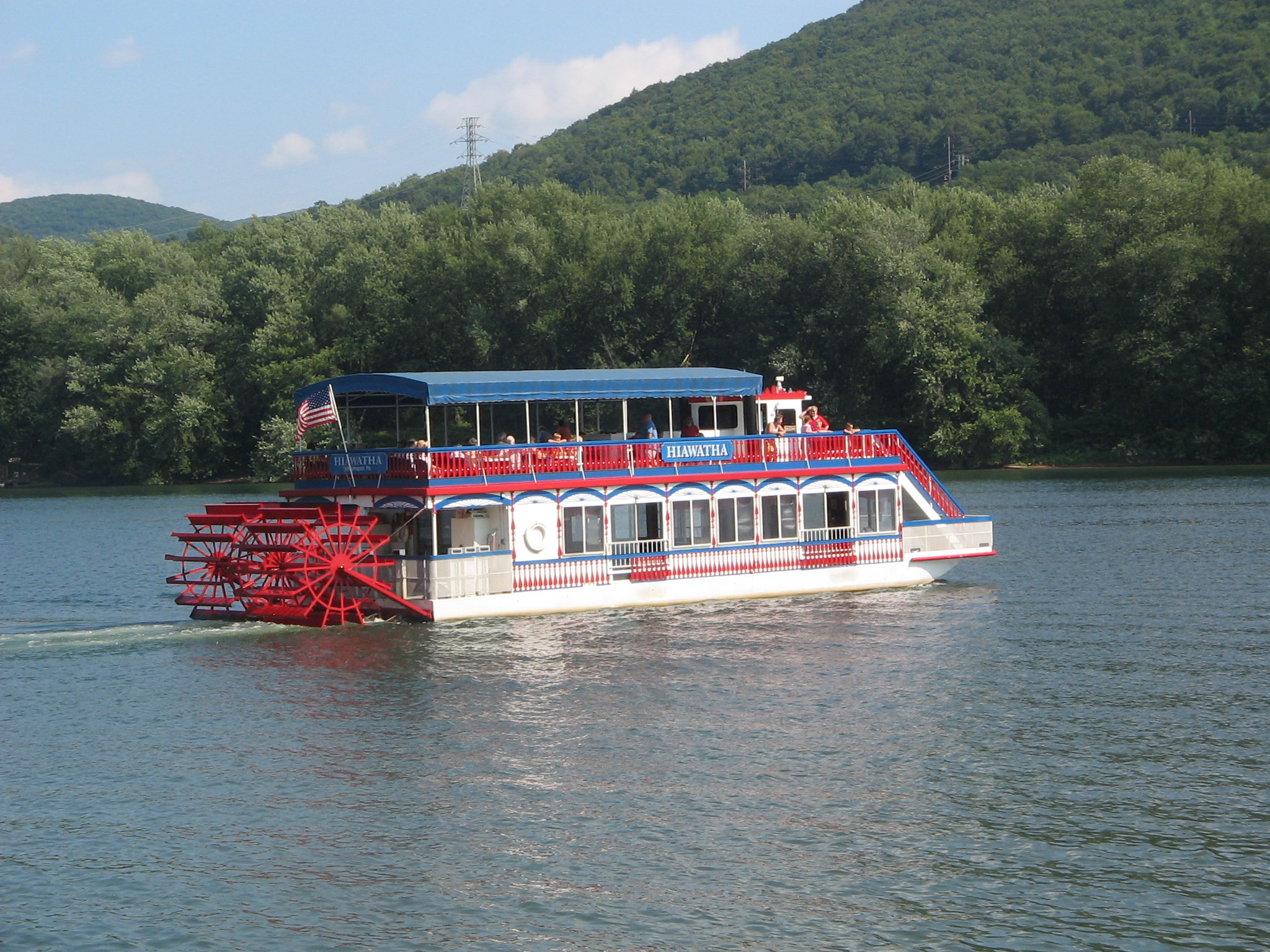
Susquehanna

Liste des parcs d'État de la Pennsylvanie aux États-Unis d'Amérique par ordre alphabétique. Ils sont gérés par le Pennsylvania Bureau of State Parks et le Pennsylvania Historical and Museum Commission.
- Allegheny Islands
- Archbald Pothole
- Bald Eagle
- Beltzville
- Bendigo
- Benjamin Rush
- Big Pocono
- Big Spring
- Black Moshannon
- Blue Knob
- Boyd Big Tree
- Buchanan's Birthplace
- Bucktail
- Caledonia
- Canoe Creek
- Chapman
- Cherry Springs
- Clear Creek
- Codorus
- Colonel Denning
- Colton Point
- Cook Forest
- Cowans Gap
- Delaware Canal
- Denton Hill
- Elk
- Evansburg
- Fort Washington
- Fowlers Hollow
- Frances Slocum
- French Creek
- Gifford Pinchot
- Gouldsboro
- Greenwood Furnace
- Hickory Run
- Hillman
- Hills Creek
- Hyner Run
- Hyner View
- Jacobsburg
- Jennings
- Joseph E. Ibberson
- Kettle Creek
- Keystone
- Kings Gap
- Kinzua Bridge
- Kooser
- Lackawanna
- Laurel Hill
- Laurel Mountain
- Laurel Ridge
- Laurel Summit
- Lehigh Gorge
- Leonard Harrison
- Linn Run
- Little Buffalo
- Little Pine
- Locust Lake
- Lyman Run
- Maurice K. Goddard
- Marsh Creek
- McCalls Dam
- McConnells Mill
- Memorial Lake
- Milton
- Mont Alto
- Moraine
- Mt. Pisgah
- Nescopeck
- Neshaminy
- Nockamixon
- Norristown Farm
- Nolde Forest
- Ohiopyle
- Oil Creek
- Ole Bull
- Parker Dam
- Patterson
- Penn-Roosevelt
- Pine Grove Furnace
- Poe Paddy
- Poe Valley
- Point
- Presque Isle
- Prince Gallitzin
- Promised Land
- Prompton
- Prouty Place
- Pymatuning
- R. B. Winter
- Raccoon Creek
- Ralph Stover
- Ravensburg
- Reeds Gap
- Ricketts Glen
- Ridley Creek
- Ryerson Station
- S. B. Elliott
- Salt Springs
- Samuel S. Lewis
- Sand Bridge
- Shawnee
- Shikellamy
- Sinnemahoning
- Sizerville
- Susquehanna
- Susquehannock
- Swatara
- Tobyhanna
- Trough Creek
- Tuscarora
- Tyler
- Upper Pine Bottom
- Varden
- Warriors Path
- Washington Crossing
- Whipple Dam
- White Clay Creek
- Worlds End
- Yellow Creek